# Santiago Acasiete
Wilmer Santiago Acasiete Ariadela (Callao, 22 novembre 1977) è un allenatore di calcio ed ex calciatore peruviano di ruolo difensore, tecnico del Juan Pablo II College.
Possiede il passaporto spagnolo.

## Carriera

### Club
Nel 2002 giocò nel ruolo di terzino destro nell'Universitario de Deportes, dove, insieme a giocatori come José Luis Carranza e José del Solar, vince il primo titolo della sua carriera: il Torneo Apertura. Nel 2003 si trasferisce al Cienciano. Le sue prestazioni come difensore centrale e le vittorie della Copa Sudamericana nel 2003 e della Recopa nel 2004 lo portarono in Nazionale.
Nel 2004 viene acquistato dall'Almería, allora nella seconda divisione del campionato spagnolo, che aiutò ad essere promossa per la prima volta nel campionato della massima divisione nel 2007, durante il quale diede due vittorie al suo club nelle partite contro il Siviglia ed il Villarreal conclusesi entrambe per 1-0. È stato il secondo capitano della squadra.

### Nazionale
Con la Nazionale di calcio del Perù ha partecipato alla Copa América 2001, alla Copa América 2004, alla Copa América 2007, alle eliminatorie per il Campionato mondiale di calcio 2006 e per il Campionato mondiale di calcio 2010.
Il 7 dicembre del 2007, insieme ai giocatori Claudio Pizarro, Jefferson Farfán e Andrés Mendoza, fu sospeso a tempo indeterminato dalla Nazionale a causa degli atti d'indisciplina accaduti dopo il pareggio contro il Brasile a Lima in una partita valevole per le Qualificazioni al campionato mondiale di calcio 2010.
Il 27 marzo del 2008 fu annunciata la sanzione imposta ai 4 giocatori coinvolti, sospensione dalla Nazionale per 18 mesi e una multa di $ 80000. A luglio però la sanzione fu rimossa.

## Palmarès

### Club

#### Competizioni nazionali
- Torneo Apertura

Universitario de Deportes: 2002

#### Competizioni internazionali
- Copa Sudamericana: 1

Cienciano: 2003
- Recopa Sudamericana: 1

Cienciano: 2004

### Individuali
- Giocatore rivelazione del Perù: 1

2001